# ムハンマド6世 (モロッコ王)
ムハンマド6世（ムハンマド6せい、アラビア語: محمد السادس, ラテン文字転写: Mohammed VI、1963年8月21日 - ）は、モロッコの現国王（在位：1999年7月23日 - 現在）。モハメド6世とも表記される。
2002年から発行されている全てのモロッコ・ディルハム紙幣に肖像が使用されている。

## 経歴
1963年8月21日、ハサン2世とラーラ・ラティファ・ハンムの長男として生まれる。祖父のムハンマド5世にちなんで命名された。
1981年、高校卒業後、ムハンマド5世大学に入学し、1985年に法学士号を取得する。
1994年7月12日、モロッコ王立軍の最高指揮官に就任。
1999年7月30日、父王の崩御により国王に即位した。
2002年3月21日、ラーラ・サルマ王妃と結婚。王妃はモロッコ史上初めて公に紹介され、尊称を持って呼ばれている。また王家初の一般女性との結婚となり、ムハンマド6世は一夫一妻制を維持している。
2003年5月8日、長男ムーレイ・ハサン王太子が、2007年2月28日には長女ラーラ・ハディージャ王女が誕生した。
日本食贔屓として知られ、専属の日本人シェフを王宮に招聘している。また、島根県仁多郡奥出雲町特産の仁多米を気に入り、駐アメリカ合衆国モロッコ領事館を通じて購入しているという。

## 訪日歴
ムハンマド6世は以下の3回訪日している。
- 1987年 : 公賓として
- 1989年 : 昭和天皇の大喪の礼への参列のため。
- 2005年 : 国賓として(外務・協力相他閣僚同行)